# Ante Vukov
Ante Vukov (Subotica, 1955. – 2012.) je hrvatski književnik iz Vojvodine. Pisao je pjesme, a autor je i romana.
U svojim pjesmama ima suvremeni, moderni pjesnički izraz i oblik.
Veći dio svog pjesničkog opusa ostvario je na srpskom jeziku [nedostaje izvor] zbog čega je, ne rijetko svrstavan u srpsku književnost, premda je u svojim djelima vezan uz hrvatske teme i narod. 
Uvršten je u antologiju poezije nacionalnih manjina u Srbiji Trajnik (prireditelja Riste Vasilevskog).

## Vanjske poveznice
- Klasje naših ravni Milovan Miković Književnost Hrvata u Bačkoj - nestajanja i nastajanja u obzoru njene oksimoronske naravi, br.3-4/2002.
- Hrvatska riječ Roman u književnosti vojvođanskih Hrvata, 13. veljače 2009.
- Vijenac br.400/2009.  Arhivirana inačica izvorne stranice od 17. srpnja 2009. (Wayback Machine) Budi svoj - Izbor iz suvremenoga hrvatskog pjesništva u Vojvodini (1990–2009)